# 권중수
권중수(權重洙, 일본식 이름: 太安重光, 1896년 ~ ?년)는 일제강점기 때의 교육인이다.

## 생애
1896년에 태어났으며, 경기도 출신이다. 경성고등보통학교 사범과를 졸업했다. 1918년 3월 공립보통락교 훈도에 임용된 이후, 1919년부터 1922년까지 함경남도 차호공립보통학교에
훈도를 지냈다. 계속해서 함경남도에서 교직생활을 하면서 1923년 함흥제2공립보통학교, 1925년 갑산공립보통학교, 1927년 수산공립보통학교 훈도를 지냈다. 1930년부터 1939년 3월까지 함경남도 내무부 학무과 시작을 지냄 재직 중이던 1931년부터 1936년까지 함경남도 함흥공립여자보통학교 훈도를 겸했다. 1936년 4월 훈8동 서보장을 받음 또 1937년에 학무과 속 및 함흥공립여자보통학교 훈도를 겸했고, 1938년에 학무과 속 및 함경남도 함흥영정심상소학교 훈도를 겸했다. 1939년 6월 훈7등 서보장을, 1941년 6월 훈6등 서보장을 받았다. 1940년 1월 `황민화(皇民化)운동' 선전 잡지사인 내선일체실천사의 함경남도 삼수지사 고문을 맡았다.

## 참고자료
- 친일인명사전편찬위원회 (2009). 《친일인명사전》. 209쪽.